# Malý Děd
Malý Děd är ett berg i Tjeckien.   Det ligger i regionen Mähren-Schlesien, i den östra delen av landet, 200 km öster om huvudstaden Prag. Toppen på Malý Děd är 1 355 meter över havet. Malý Děd ingår i Hrubý Jeseník.
Terrängen runt Malý Děd är huvudsakligen kuperad.Runt Malý Děd är det glesbefolkat, med 12 invånare per kvadratkilometer. Närmaste större samhälle är Vrbno pod Pradědem, 11,8 km öster om Malý Děd. I omgivningarna runt Malý Děd växer i huvudsak blandskog.